# Flynder Å
Flynder Å är ett vattendrag i Danmark.   Det ligger i Lemvigs kommun i Region Mittjylland, i den västra delen av landet, 280 km väster om huvudstaden Köpenhamn. Ån rinner upp sydost om Lemvig, rinner igenom Klosterhede Plantage och Kronhede Plantage och mynnar i sjön Indfjorden. 
Flynder Å är känt för sina bävrar. År 1999 inplanterades 18 bävrar i Flynder Å och därmed fanns bäver igen i Danmark. Inplanteringen lyckades och numera finns bäver i hela åsystemet och i andra åsystem i närheten.